# Boeing Model 6
Boeing Model 6 (также известный как B1) — американская маленькая летающая лодка, построенная после Первой мировой войны. Самолёт служил для перевозки почты или грузов, мог нести одного пилота и двух пассажиров.

## Особенности конструкции
Маленькая летающая лодка, так называемый «pusher-style» — самолёт с толкающим винтом. Мотор располагается сзади, подвешенный над кабиной. Внешняя подводная часть летающий лодки отделана шпоном. Двигатель мощностью 200 или 400 л. с..

## Использование
Boeing Model 6 восемь лет летал на линиях международной авиапочты, курсировал между Сиэтлом, Вашингтоном и Викторией с Британской Колумбией. Он охватывал целых 350 тысяч миль.